# Ruth Bradley
Ruth Bradley (nascida em 24 de janeiro de 1987) é uma atriz irlandesa.

## Carreira
A primeira aparição de Bradley foi em 2002, em Ultimate Force (como Georgia Gracey) e Sinners (como Angela).
Ela também esteve presente na quarta edição do Irish Film and Television Awards em 2007. Ela ganhou o Prêmio IFTA de Melhor Atriz Coadjuvante em 2007 por Stardust. Ruth pode ser vista no filme In Her Skin, uma história verdadeira de uma adolescente australiana que desaparece e é encontrada mais tarde, após ser assassinada por sua amiga de infância (interpretada por Bradley).
Ela tem um papel recorrente como Emily Merchant na quarta e quinta temporada da série de ficção científica Primeval. Em 2015, Ruth Bradley atua na série Humans [como Karen Voss].